# Indieszero
 (octobre 2019).
Si vous disposez d'ouvrages ou d'articles de référence ou si vous connaissez des sites web de qualité traitant du thème abordé ici, merci de compléter l'article en donnant les références utiles à sa vérifiabilité et en les liant à la section « Notes et références ».
indieszero est un studio de développement de jeux vidéo japonais fondé en 1997.

## Ludographie
- Sutte Hakkun
- Dish Pong!
- Denshi no Seirei Chi-bitto
- Sakura Momoko no Ukiuki Carnival
- Sennen Kazoku
- Electroplankton
- Shaberu! DS Oryōri Navi
- Oshare Majo: Love and Berry DS Collection
- Retro Game Challenge
- DS Calligraphy Training
- Leçons de cuisine : Qu'allons-nous manger aujourd'hui ?
- Retro Game Challenge 2
- DualPenSports
- Theatrhythm Final Fantasy
- Theatrhythm Final Fantasy: Curtain Call
- Theatrhythm Dragon Quest
- Nintendo 3DS Guide: Louvre
- NES Remix
- NES Remix 2
- Ultimate NES Remix
- Sushi Striker : The Way of Sushido
- Programme d'entraînement cérébral du Dr Kawashima pour Nintendo Switch (co-développé avec Nintendo)
- Kingdom Hearts: Melody of Memory
- Big Brain Academy: Brain vs. Brain
- Theatrhythm Final Bar Line